# Juan Simón Gutiérrez

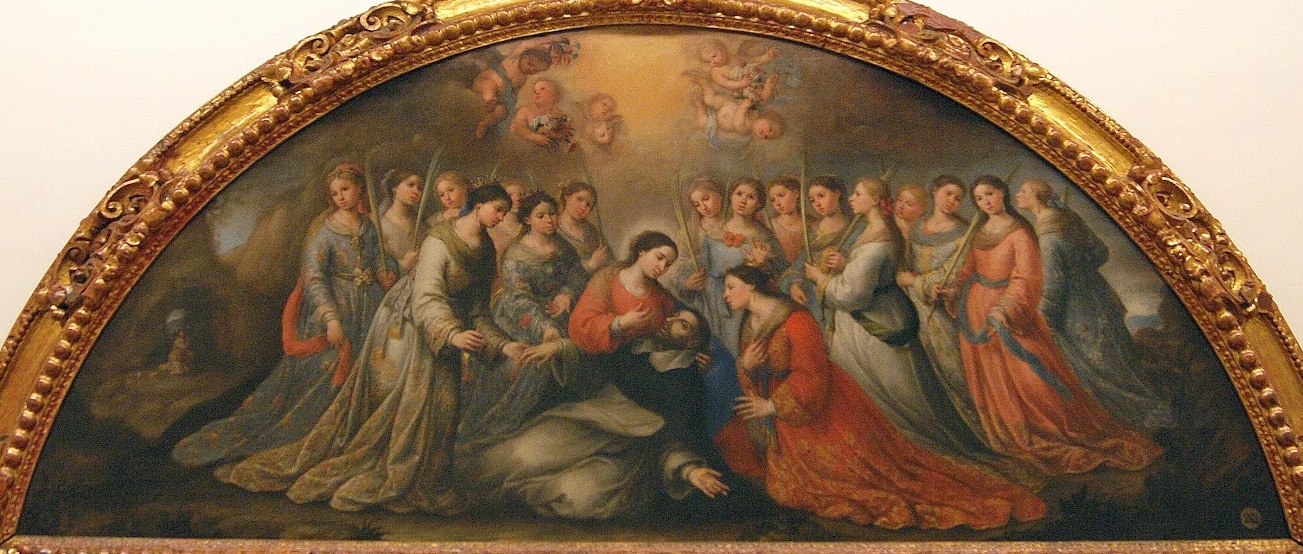
Santo Domingo confortado por la Virgen y las santas mártires, 1711, Museo de Bellas Artes de Sevilla.

Juan Simón Gutiérrez (Medina Sidonia, 1634-Sevilla, 1718) fue un pintor barroco español.

## Biografía
Nacido en Medina Sidonia (Cádiz), fue bautizado el 4 de junio de 1634. A los veintiún años, una edad tardía para la época, su madre lo puso como aprendiz de pintor con un tal Juan Andrés. En fecha desconocida se trasladó a Sevilla donde debió de entrar en contacto con Murillo como ponen de manifiesto sus obras conocidas, estrechamente dependientes de los modelos del maestro. Se le documenta inscrito en la Academia sevillana de dibujo entre 1664 y 1667, año en que contrajo matrimonio, y hasta 1672. Pintó obras de devoción para el comercio americano, documentándose entre otros el envío, en 1677, de 33 lienzos de esas características a Nueva España y de otros 53 a Caracas en 1686. En 1680 obtuvo el cargo de alcalde alamir, responsable de los exámenes para el ingreso en el gremio de los pintores y doradores. Padre de ocho hijos, cuatro de ellos religiosos, en 1714 figura en el censo municipal de Sevilla como pobre. Firmó su testamento en 1718, haciéndose poco después inventario de sus bienes en el que se citaban, junto a un modesto ajuar, cerca de doscientas pinturas, en su mayoría religiosas.

## Obra

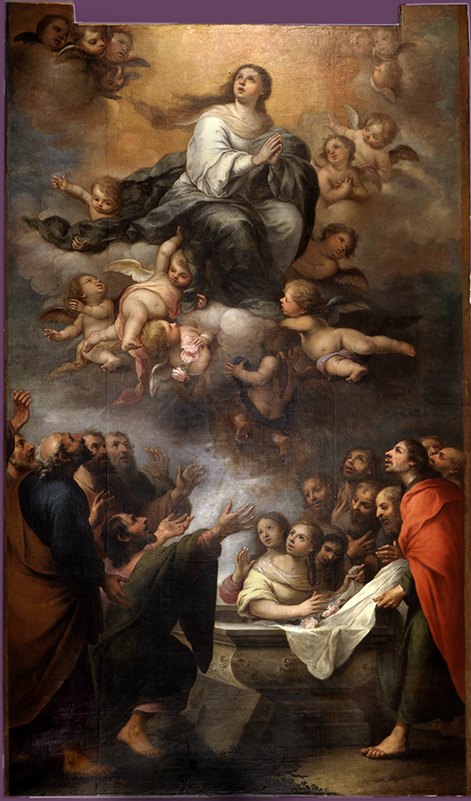
Asunción de la Virgen, óleo sobre lienzo, 399,2 x 236,2 cm. Iglesia parroquial de Elgueta, retablo mayor.

El reducido catálogo de obras firmadas comienza con una Muerte de santa Teresa fechada en 1687, conservada en el convento de carmelitas descalzas de Alba de Tormes. Más avanzada es la Virgen con el Niño y santos agustinos, fechada en 1689, que se conserva en el convento de Agustinas de la Santísima Trinidad de Carmona. Tratada al modo de una sagrada conversación, en la que con la Virgen y el Niño están representados san Agustín, san Nicolás de Tolentino, santa Mónica y santa Rita, los tipos murillescos tanto masculinos como femeninos son interpretados con indudable calidad. Del mismo año es una Sagrada Familia que guarda el convento de agustinas de Medina Sidonia. También firmadas, por último, se conocen una Muerte de Santo Domingo asistido por la Virgen y santas mártires, fechada en 1710, obra de empeño procedente del convento de San Pablo que se conserva en el Museo de Bellas Artes de Sevilla, y un San Juan Bautista en el desierto publicado en 2003, procedente de una colección particular cordobesa. Otras obras atribuidas se conservan en la Wallace Collection de Londres (La Asunción de la Virgen) y en el retablo mayor de la iglesia de Nuestra Señora de la Asunción de Elgueta (Guipúzcoa), cuyas pinturas, atribuidas por Valdivieso a Simón Gutiérrez, habrían sido inicialmente contratadas en 1684 por Juan de Valdés Leal con el capitán de marina Francisco de Zuloeta, natural de la localidad guipuzcoana y residente en Sevilla. Obras alguna vez atribuidas a Murillo, como La invención de la pintura del Museo Nacional de Arte de Rumanía o La Virgen intercesora de las ánimas del Purgatorio procedente de la iglesia de Gelves (Galería Wildestein de Nueva York), pudieran ser también de Juan Simón Gutiérrez, a quien cabría asignar otras obras anónimas relacionadas con el círculo de Murillo, como el Bodegón con cocinera del Museo del Prado.